# Opowiadanie Józefa z Arymatei
Opowiadanie Józefa z Arymatei – grecki apokryf Nowego Testamentu, należący do cyklu Piłata.

## Charakterystyka
Opowiadanie jest uzupełnieniem cyklu Piłata, dokonanym prawdopodobnie na podstawie Ewangelii Nikodema. Powstało w drugiej połowie IV w. bądź w V w. Po raz pierwszy zostało wydane w 1804 roku przez Andreasa Bircha. Apokryf zajmuje się nie tylko postacią Józefa z Arymatei, ale także Dobrego Łotra, którego rosnący kult usprawiedliwiał. Tekst reprezentuje ducha Janowego.

## Treść
Apokryf dzieli się na część „ciemności” (wydarzenia do momentu ukrzyżowania Jezusa) i część „światłości” (od uwolnienia Józefa z więzienia). Tekst rozpoczyna się od wstępu i opisu przewin Gestasa i Demasa: Gestas charakteryzował się niezwykłym okrucieństwem, podczas gdy Demas był złodziejem, choć wspierającym biednych. Dokonał także kradzieży w świątyni. Na trzy dni przed Paschą aresztowano Jezusa, stawiając mu zarzut kradzieży księgi Prawa ze świątyni. Następnie Jezus został uwolniony, a w przeddzień Paschy zdradzony przez Judasza. Jezus został oskarżony o kradzież Prawa, po czym skazany na ukrzyżowanie wraz z Gestasem i Demasem. Gestas złorzeczył Jezusowi, zaś Demas wyznał w niego wiarę jako w Chrystusa, na co otrzymał obietnicę zamieszkania w raju. Po śmierci Jezusa Józef z Arymatei poprosił o ciało zmarłego, za co Żydzi zamknęli go w więzieniu. Jednakże w pierwszym dniu po szabacie ujrzał Jezusa i Demasa i został cudownie uwolniony, po czym podróżował z nimi, zauważając, iż Jezus się przemienił. Następuje scena, kiedy Jan ujrzał Dobrego Łotra i oddał mu pokłon jako temu, który posiadł raj.